# Marie-Thérèse Sanchez-Schmid

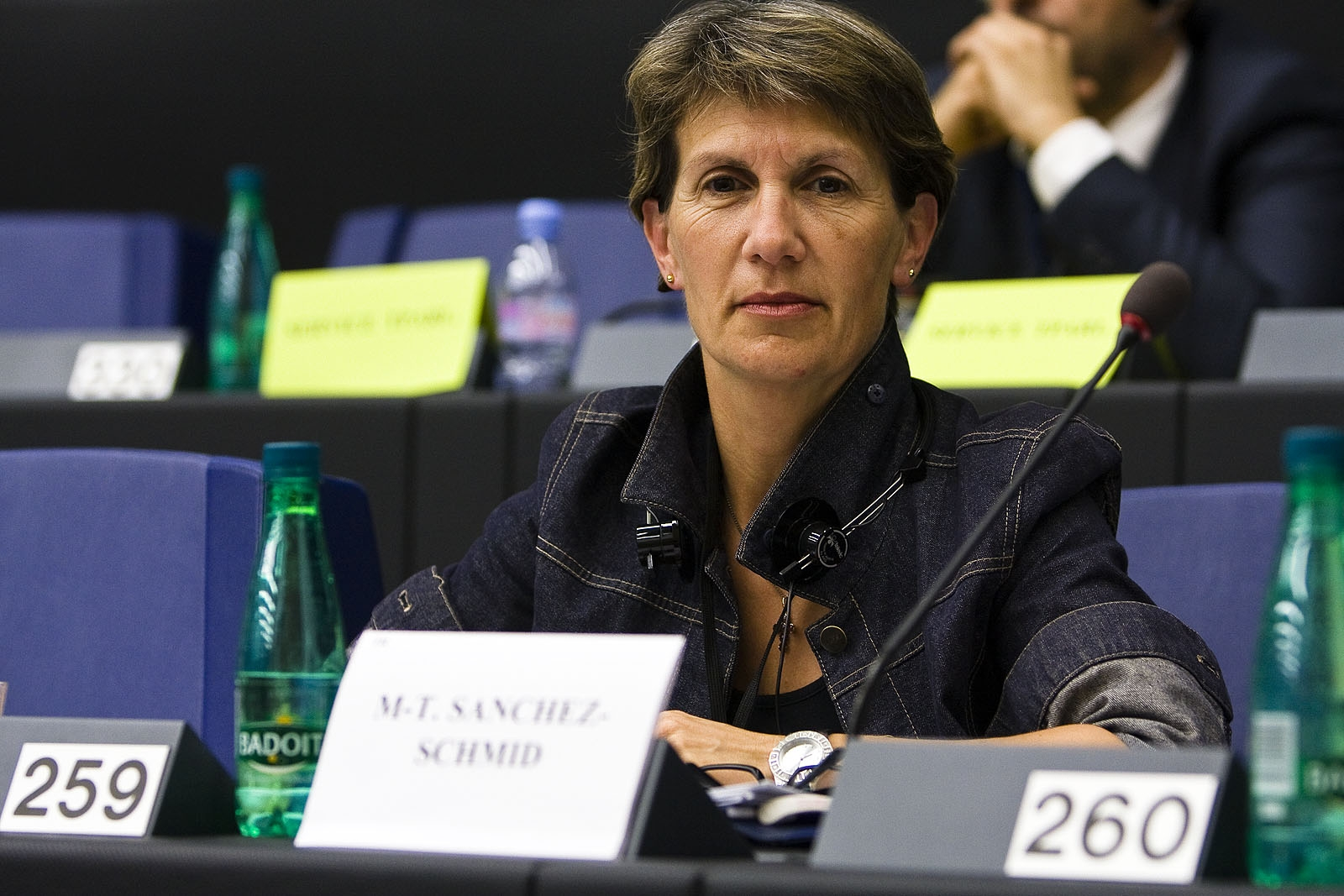
Sanchez-Schmid al Parlament europeu

Marie-Thérèse Sanchez-Schmid, també coneguda com a Maïté Sanchez-Schmid, (Perpinyà, 15 de novembre de 1957) és una política nord-catalana, militant de la Unió per a un Moviment Popular (UMP).
El 13 d'abril de 2014, va assegurar que Europa "mai ha tancat les portes" a una eventual Catalunya independent i "que si els actuals tractats no preveuen l'adhesió de nous països que abans formaven part d'un estat membre és perquè fins ara no s'ha donat el cas, però que arribat el moment l'organisme s'adaptarà al nou escenari".

## Biografia
Professora certificada d'anglès, Marie-Thérèse Sanchez-Schmid va ensenyar de 1979 a 2009.
Marie-Thérèse Sanchez-Schmid va ser adjunta de l'alcalde de Perpinyà encarregada de l'educació i de la infantesa, de les relacions públiques i de les relacions internacionals, i presidí la Comissió Europa de la ciutat de 1993 a 2009.
Va ser elegida diputada europea a les Eleccions europees de 2009 a França del 7 de juny de 2009, i romangué a l'escó fins a l1 de juliol del 2014. Durant aquest temps va ser membre del grup PPE (Partit Popular Europeu), d'on en fou vice-coordinadora de la comissió de cultura i educació i suplent a la comissió de desenvolupament regional. Va ser membre de la delegació per les relacions amb Àfrica del Sud, i membre suplent de la delegació per les relacions amb els països del Màixriq i de la delegació de l'Assemblea parlamentària euro-mediterrània. També va crear el Grup d'Amistat UE-Andorra al parlament Europeu. Fou vicepresidenta de les comissions parlamentàries "Camins de Sant Jaume" (les chemins de Saint-Jacques) i "URBAN" (desenvolupament urbà), igualment participa en la "viticultures, tradicions i qualitat alimentària". El maig de 2013, va ser nominada per al títol "Diputat europeu de l'any" en la categoria "desenvolupament regional" per la revista Parliament Magazine. Va ser la presidenta de la comissió del Desenvolupament regional Danuta Hübner qui s'emportà finalment el premi. El febrer de 2014, va tornar a ser nominada per al mateix títol, per un treball sobre la interoperabilitat ferroviària.

### LlibreAu coeur des femmes
Marie-Thérèse Sanchez-Schmid és autora del llibre Al cor de les dones, Au cœur des femmes (éditions Talaia), que presenta un panorama dels drets aconseguits per les dones franceses des de 1944 a l'actualitat.